# Moses Präger
Moses Präger (1. Januar 1817 in Altdorf – 8. November 1861 in Mannheim) war Bezirksrabbiner und Autor von Gebets- und Erbauungsschriften.

## Familie
Moses Präger war der Sohn des Rabbiners Elias Präger (Preger) und der Auguste (Gittel) geborene Löwenstein. Er war seit 1850 verheiratet mit der Kaufmannstochter Fanni geborene Rothschild (1812–1872) aus Sulzbach. Sie hatten keine Nachkommen.

## Leben
Nach dem Besuch der jüdischen Elementarschule und des Bruchsaler Gymnasiums (1834–1837) studierte er in den Jeschiwot in Karlsruhe und Mannheim. Von 1837 bis 1839 studierte er an der Universität Heidelberg und wurde 1840 Rabbinatskandidat. Er unterstützte als Vikar ab 1840 seinen Vater Elias Präger bei seiner Tätigkeit als Bezirksrabbiner in Bruchsal und übernahm nach dessen Tod 1847 das Amt. Nach dem Tod des Vaters begann Moses Präger Gebete in deutscher Sprache in den Gottesdienst einzubringen, nicht nur ausschließlich auf Hebräisch wie bisher. Die religiöse Betreuung der im Zuchthaus Bruchsal inhaftierten Juden gehörte auch zu seinen Aufgaben. Er gründete zu deren Unterstützung einen Entlassenenverein für jüdische Gefangene. 1854 wurde er Stadtrabbiner der Mannheimer Gemeinde, die als die fortschrittlichste in Baden galt. Präger publizierte in den 1850er Jahren Gebets- und Erbauungsschriften sowie Predigttexte. Er gab 1855 ein neues israelitisches Gebetbuch heraus, das von konservativen jüdischen Kreisen abgelehnt wurde.
Moses Präger starb 1861 und wurde auf dem jüdischen Friedhof Mannheim bestattet.

## Werke
- Gebet- und Erbauungsbuch für Israeliten. erster Theil: Die öffentliche Andacht. Brilon 1851.
- Moses Präger, Erfahrungen aus seiner amtlichen Wirksamkeit in Strafanstalten. In: Der israelitische Volkslehrer: Eine Monatsschrift erbaulicher und belehrenden Inhalts. Nr. 2 (1852), S. 177ff.
- Predigt, die Bestimmung der Synagoge, gehalten bei der Einweihung der neuen Synagoge in Mannheim. 1855.
- Gebetbuch für die israelitische Gemeinde Mannheim. 1855.
- Andachtsbuch für Israeliten. Brilon 1856.
- Der ungehorsame Sohn. Predigt, 1857.
- Sabbathfeier. Eine Sammlung Predigten zur Befestigungdes religiösen Sinnes. Straßburg 1859.
- Israelitisches Gebetbuch für die öffentliche und häusliche Andacht. Postum herausgegeben von Bernhard Friedmann.